# Bernières-d'Ailly
Bernières-d'Ailly (bɛʁ.njɛʁ.d‿a.jiⓘ) es una población y comuna francesa, situada en la región de Baja Normandía, departamento de Calvados, en el distrito de Caen y cantón de Morteaux-Coulibœuf.

## Demografía
| 211 | 210 | 182 | 201 | 229 | 212 |
| Para los censos de 1962 a 1999 la población legal corresponde a la población sin duplicidades (Fuente: INSEE [Consultar]) |     |     |     |     |     |